# Galanthus rizehensis
Galanthus rizehensis är en amaryllisväxtart som beskrevs av Stern. Galanthus rizehensis ingår i släktet snödroppar, och familjen amaryllisväxter. Inga underarter finns listade i Catalogue of Life.